# Béceleuf
Béceleuf – miejscowość i gmina we Francji, w regionie Nowa Akwitania, w departamencie Deux-Sèvres.
Według danych na rok 1990 gminę zamieszkiwało 586 osób, a gęstość zaludnienia wynosiła 31 osób/km² (wśród 1467 gmin regionu Poitou-Charentes Béceleuf plasuje się na 500. miejscu pod względem liczby ludności, natomiast pod względem powierzchni na miejscu 437.).